# Jowett

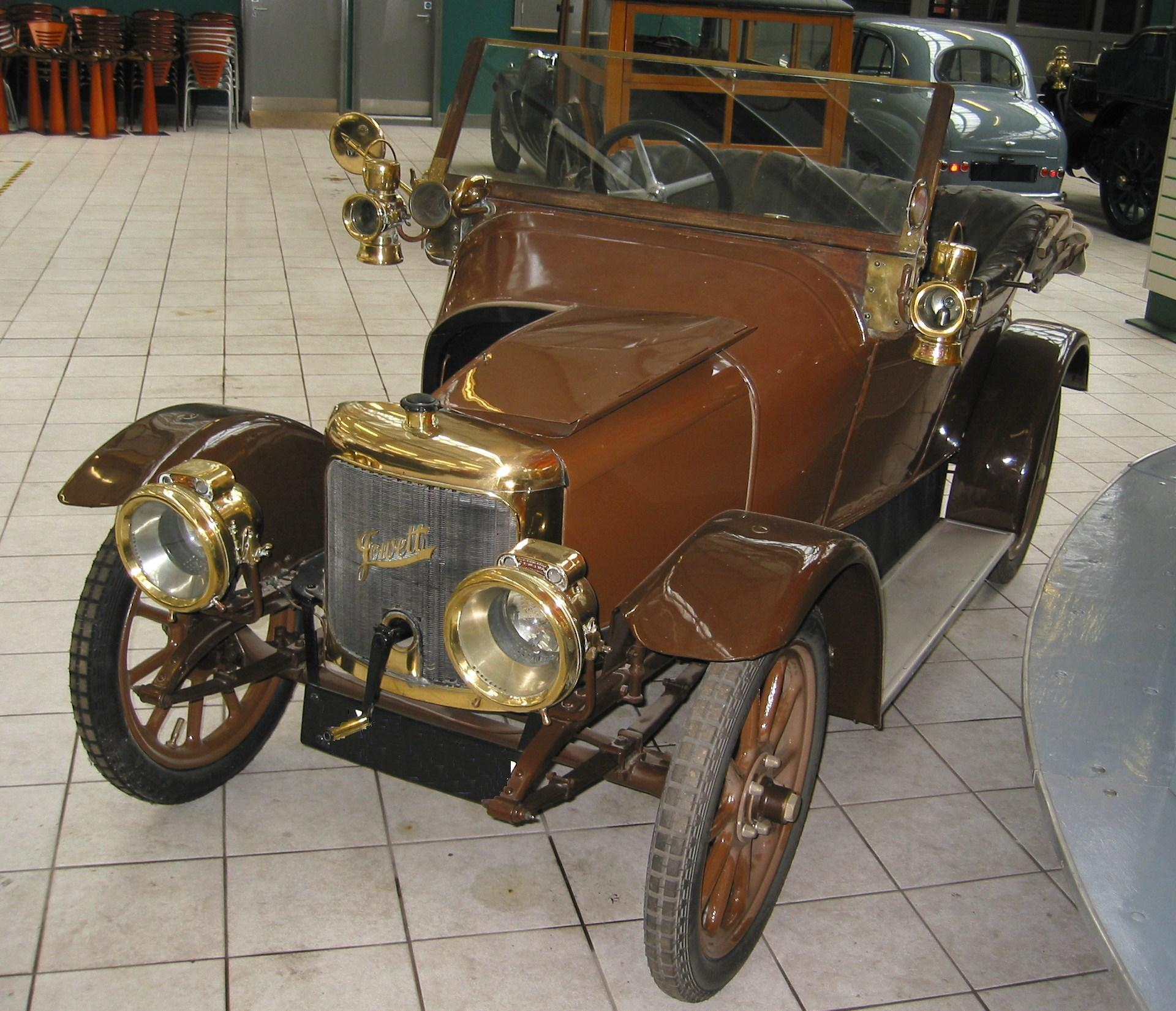
Jowett 6hp 1914

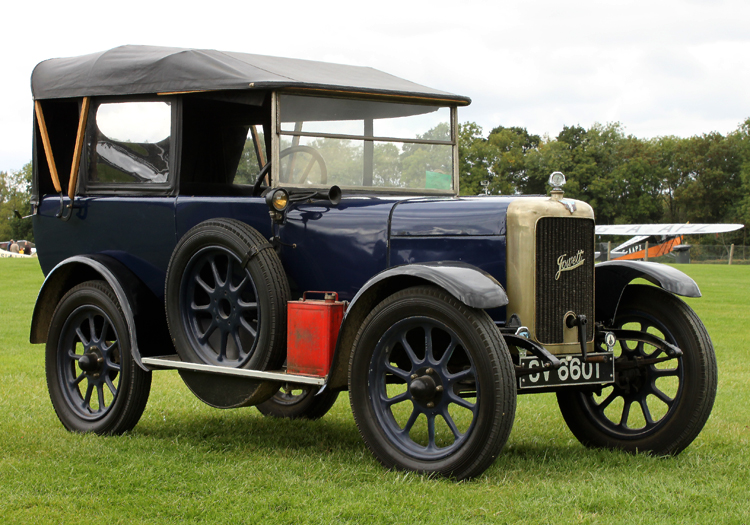
Jowett Short-chassis tourer (1926) from Shuttleworth Collection

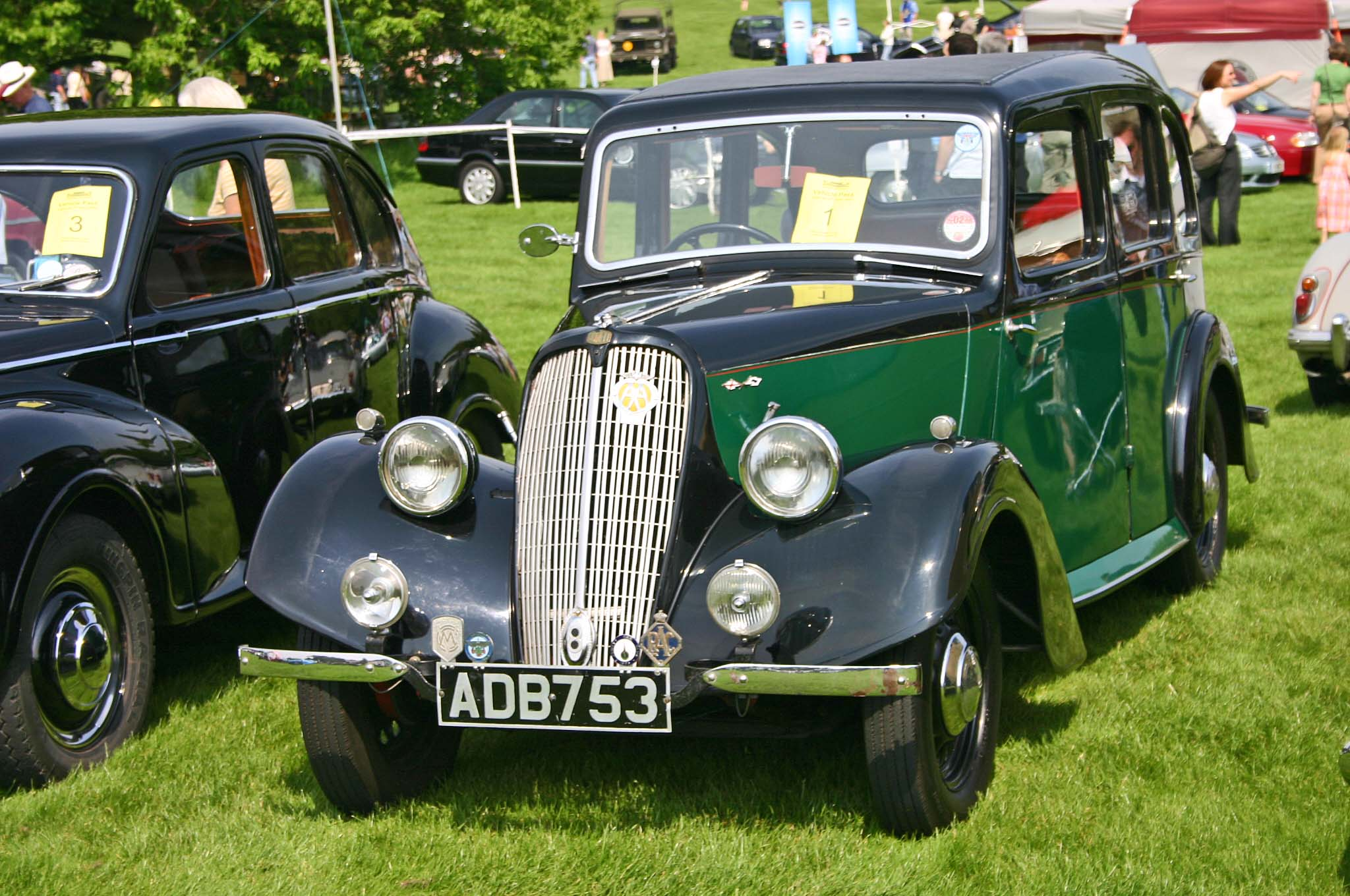
Jowett Eight

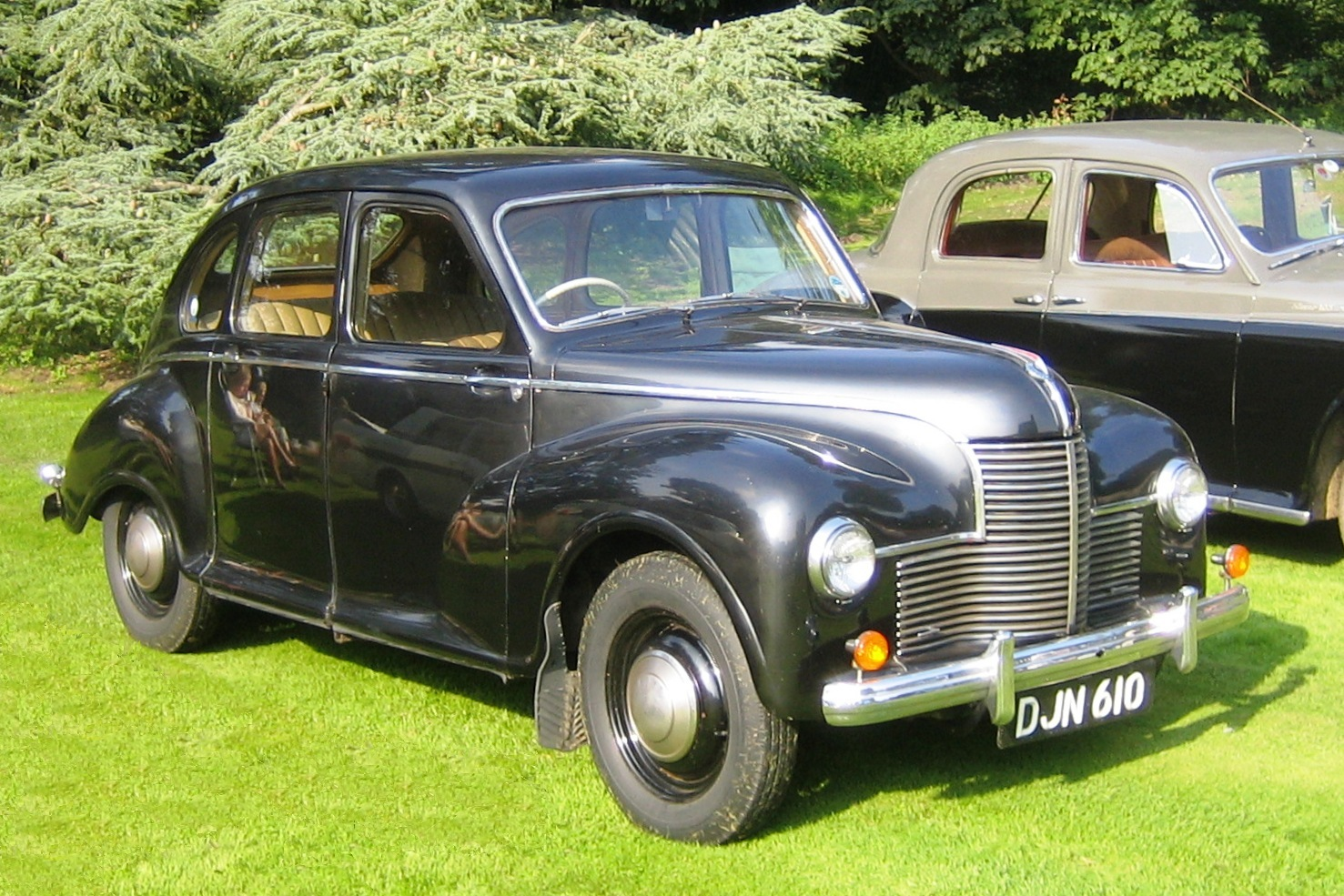
Jowett Javelin

Jowett Cars Ltd var en brittisk biltillverkare som verkade i Bradford, West Yorkshire mellan 1906 och 1954.
Bröderna Benjamin och William Jowett tillverkade stationära motorer innan de 1906 byggde en prototyp till en liten enkel, tvåsitsig bil med tvåcylindrig boxermotor. Endast ett fåtal bilar byggdes före första världskriget, men efter kriget tog tillverkningen fart, då Jowett fick rykte om sig att vara tillförlitliga och ekonomiska bilar. Från 1923 tillverkades även fyrsitsiga modeller och 1936 byttes den tvåcylindriga motorn mot en fyrcylindrig boxermotor.
1947 kom Jowett Javelin, som konstruerats av Gerald Palmer. Den var ovanligt avancerad för att vara en brittisk familjebil, med självbärande kaross, individuell hjulupphängning fram och torsionsstavar runt om. Det enda som påminde om äldre Jowett-bilar var den fyrcylindriga boxermotorn. 1950 tillkom sportbilen Jupiter. 
Jowett lade ned biltillverkningen 1954 och sålde fabriken till International Harvester, som fortsatte bygga traktorer där. Jowett började istället bygga flygplansdelar till Blackburn Aircraft.